# Grecja na Zimowych Igrzyskach Olimpijskich 1984
Grecję na Zimowych Igrzyskach Olimpijskich 1984 reprezentowało sześciu zawodników, którzy wystartowali w dwóch dyscyplinach.
Był to dziesiąty start Grecji na zimowych igrzyskach olimpijskich.

## Biegi narciarskie

### Mężczyźni
| Zawodnik           | Konkurencja   | Czas    | Pozycja | Źródło |
| ------------------ | ------------- | ------- | ------- | ------ |
| Dimitrios Biliuris | Bieg na 15 km | 56:07.7 | 77.     | [ 1 ]  |
| Lazaros Tosunidis  | Bieg na 15 km | 57:09.7 | 78.     | [ 1 ]  |

## Narciarstwo alpejskie

### Mężczyźni
| Zawodnik              | Konkurencja   | 1. przejazd | 1. przejazd | 2. przejazd | 2. przejazd | Czas końcowy     | Pozycja          | Źródło |
| Zawodnik              | Konkurencja   | Czas        | Pozycja     | Czas        | Pozycja     | Czas końcowy     | Pozycja          | Źródło |
| --------------------- | ------------- | ----------- | ----------- | ----------- | ----------- | ---------------- | ---------------- | ------ |
| Janis Stamatiu        | Zjazd         | 2:01.79     | 55.         | Nie dotyczy | Nie dotyczy | 2:01.79          | 55.              | [ 2 ]  |
| Andreas Pandelidis    | Zjazd         | 2:01.88     | 56.         | Nie dotyczy | Nie dotyczy | 2:01.88          | 56.              | [ 2 ]  |
| Lazaros Archondopulos | Zjazd         | 2:03.93     | 59.         | Nie dotyczy | Nie dotyczy | 2:03.93          | 59.              | [ 2 ]  |
| Lazaros Archondopulos | Slalom gigant | 1:35.36     | 51.         | 1:35.65     | 49.         | 3:11.01          | 49.              | [ 3 ]  |
| Joanis Triandafilidis | Slalom gigant | 1:38.20     | 52.         | 1:40.74     | 51.         | 3:18.94          | 50.              | [ 3 ]  |
| Andreas Pandelidis    | Slalom gigant | 1:39.57     | 54.         | 1:39.87     | 50.         | 3:19.44          | 51.              | [ 3 ]  |
| Janis Stamatiu        | Slalom gigant | 1:44.21     | 62.         | 1:40.97     | 52.         | 3:25.18          | 55.              | [ 3 ]  |
| Lazaros Archondopulos | Slalom        | 1:04.16     | 40.         | 59.80       | 25.         | 2:03.96          | 25.              | [ 4 ]  |
| Joanis Triandafilidis | Slalom        | 1:09.21     | 47.         | 1:04.68     | 27.         | 2:13.89          | 28.              | [ 4 ]  |
| Janis Stamatiu        | Slalom        | 1:06.82     | 43.         | DSQ         | DSQ         | Nieklasyfikowany | Nieklasyfikowany | [ 4 ]  |
| Andreas Pandelidis    | Slalom        | DSQ         | DSQ         | NQ          | NQ          | Nieklasyfikowany | Nieklasyfikowany | [ 4 ]  |